# Zusters van Onze-Lieve-Vrouw van Namen
De Zusters van Onze-Lieve-Vrouw van Namen is een religeuze Rooms-Katholieke orde voorbehouden aan vrouwen. 

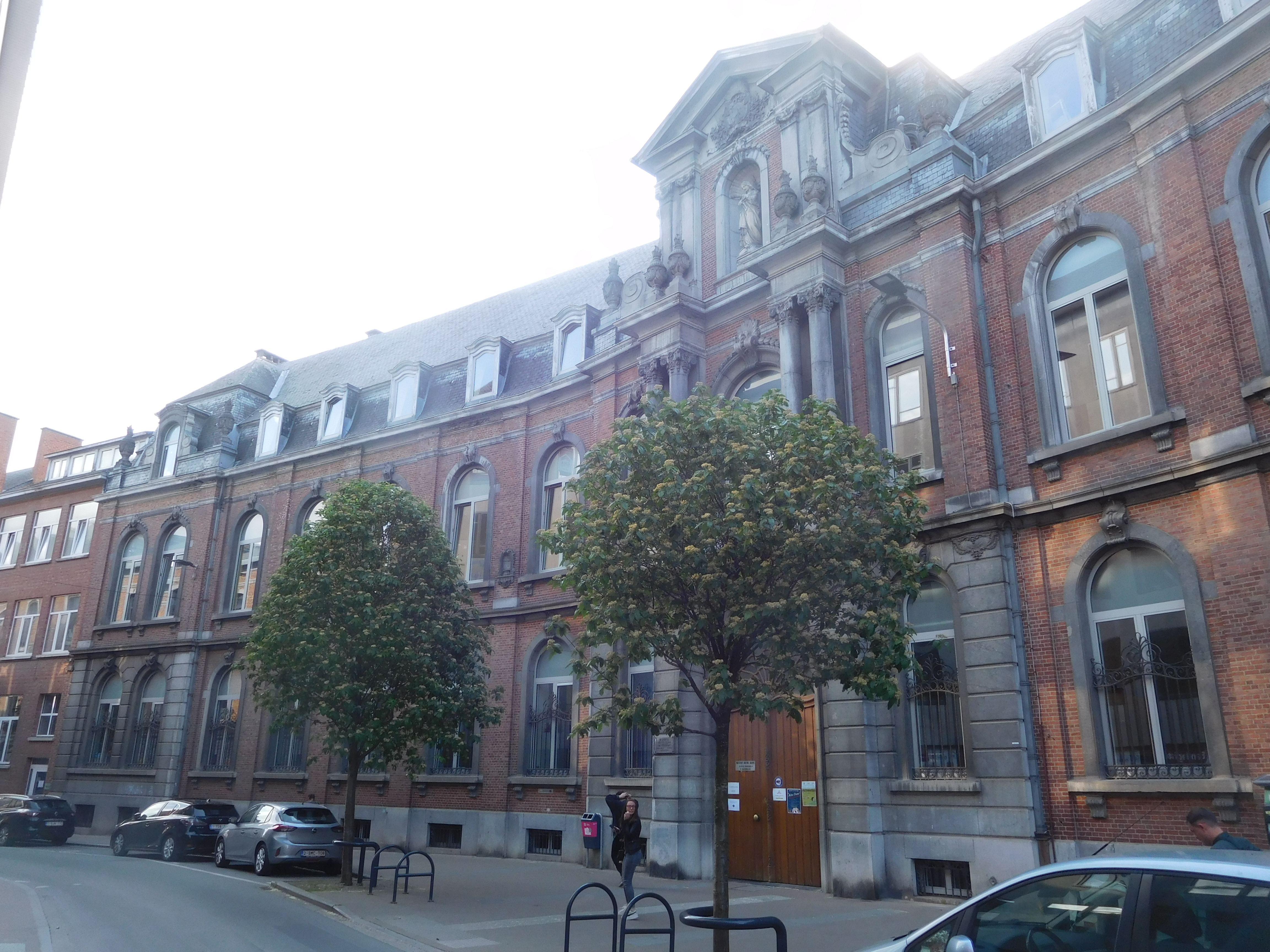
Hoofdzetel te Namen

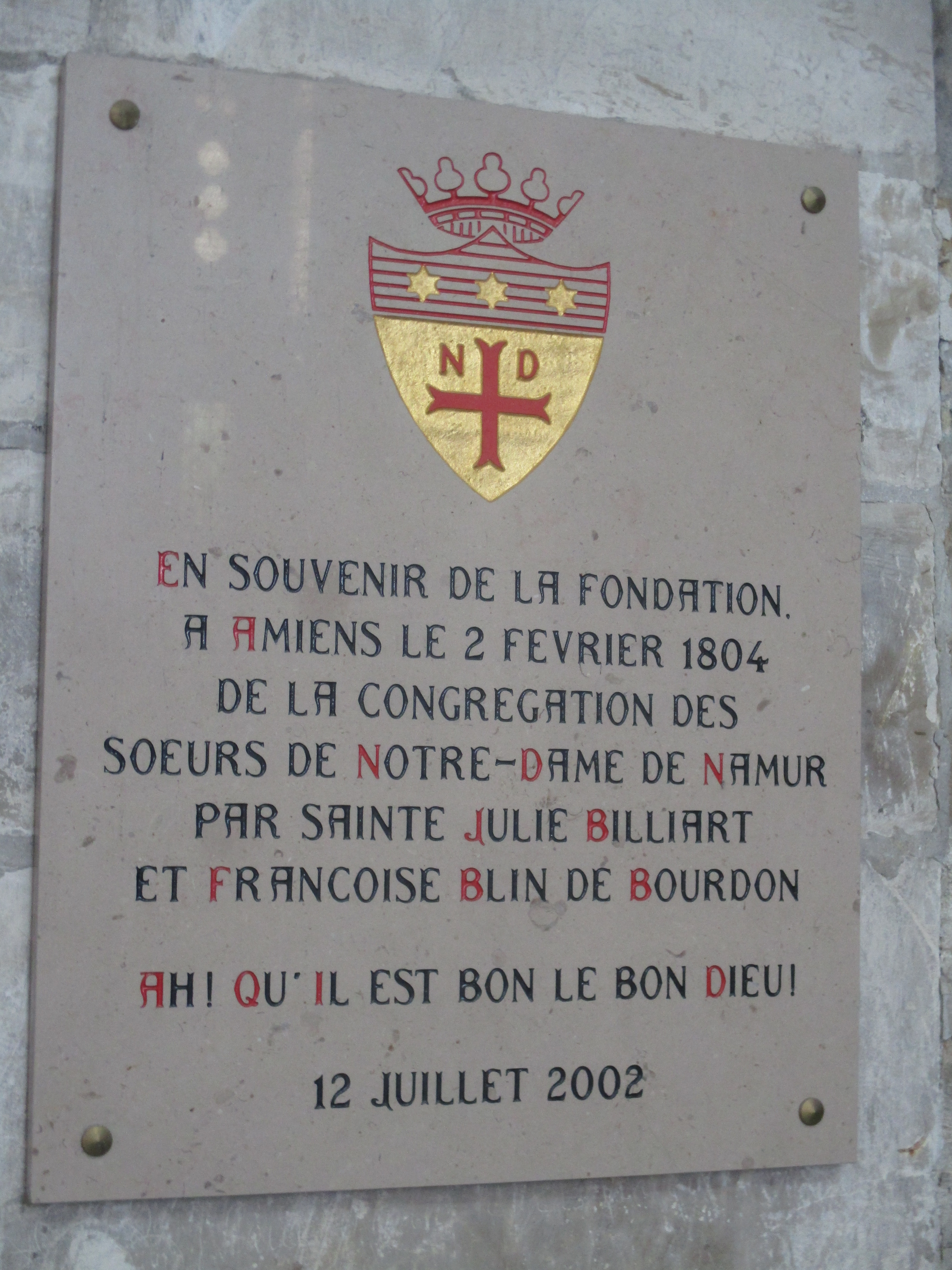
Herdenkingsplaat in de Notre-Dame van Amiens.

## Geschiedenis
De orde, met als voornaamste doel de opleiding van arme meisjes, werd opgericht op 2 februari 1804 in het Franse Amiens en na verhuizing heropgericht in 1818 in de Belgische stad Namen. De zetel is gevestigd in de rue Julie Billiart 17 te Namen. 

### Verspreiding
Door haar snelle verspreiding in de 19de en 20ste eeuw is de orde aanwezig op vijf continenten. Ze heeft meer dan 200 vestigingen in 13 landen.
- Europa : België, Verenigd Koninkrijk en Italië
- Noord-Amerika : Verenigde Staten
- Zuid-Amerika : Brazilië, Nicaragua en Peru
- Afrika : Zuid-Afrika, Democratische Republiek Congo, Kenia, Nigeria en Zimbabwe
- Azië : Japan

## Leden
- Emma Van den Bulcke, alias zuster-overste Julie van de vestiging te Sint-Jans-Molenbeek en dochter van Gents textielondernemer Jean Van den Bulcke (1807-1899).
- Dorothy Stang (1931-2005), Amerikaanse non, vermoord in Brazilië vanwege haar verdediging van de rechten van de inheemse bevolking van het Amazonegebied.
- Wendy Beckett (1930-2018), Zuid-Afrikaanse non van 1946 tot 1970 en bekend van haar documentaires over kunstgeschiedenis voor de Britse zender BBC.